# 波蘭跳棋
波蘭跳棋（Polish draughts），又稱國際跳棋（International draughts），是1725年波蘭人Palais Royal在巴黎推出的跳吃棋遊戲，是世界上最流行的西洋跳棋，與巴西跳棋、加拿大跳棋差別僅在數量與棋盤大小。

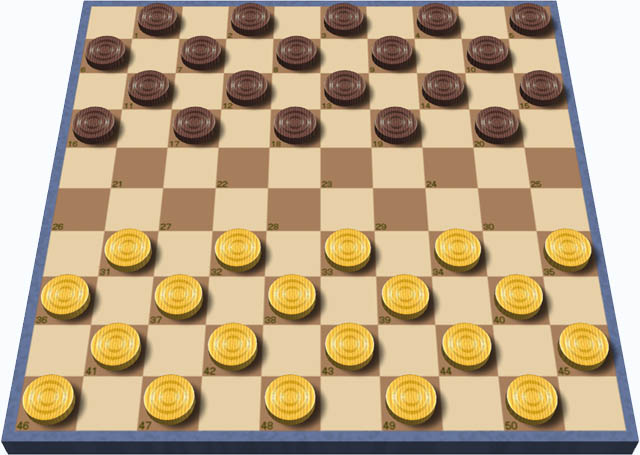
波蘭跳棋初始位置

## 棋具
- 棋盤為10*10的西洋棋棋盤。

- 以兩色扁圓狀的棋子區分敵我，兩面標示不同，正面稱作為兵，反面稱為王，每方各二十枚。

## 規則
- 兵皆放在離己方最近四橫行的深色棋格。

- 升變：當兵停在敵方底行時，將其翻面，改稱為王，其後回合的移動改用王的方式。

- 每回合玩家可能有二種行動，以跳吃為優先：
  - 跳吃：若條件符合，必須連跳吃。跳過敵棋完後，才把該些敵棋移出棋盤。有多條路徑可跳吃時，需選擇吃最多子的一條。
    - 兵跳過一枚斜鄰格的敵棋，落到後者的第一個空格。停在底線時，升變成王，若僅經過底線則依然以兵的方式吃子，無法升變。
    - 王跳過一枚在同斜線、中間無其他棋子的敵棋，落在後者的空格之一。在連跳过程中，可多次跳跃同一空格，但禁止第二次跳跃同一枚敵棋。

  - 無法跳吃時，移動一枚己棋到空格。
    - 兵僅能朝前斜移動一格。
    - 王能循任何斜向移动任意格数，路徑不可有其他棋子阻擋。

- 消滅所有敵棋或是讓敵棋無法移動者勝[2]。

## 外部連結
- 遊戲下載